# Les Petits Papiers de Noël
Les Petits Papiers de Noël est une émission de télévision française produite par Jacques Solness, successivement présentée par Maurice Gardett et Claude Dufresne puis par Jean-Pierre Descombes ainsi que Maurice Favières, Harold Kay, Marc Menant et Jean-Pierre Foucault.
Le principe de l'émission consiste le plus souvent à ce que des chanteurs ou célébrités soient invités à collecter auprès du public présent, les petits papiers contenant les promesses de dons pour l'Unicef, tandis qu'ils effectuent des prestations en play-back de leurs succès du moment.
Le rendez-vous quotidien est diffusé sur la troisième chaîne publique française FR3 (France 3) au cours des fêtes de fin d'année, à partir de l'année 1975 et jusqu'en 1984. 
Créée avant Les Jeux de 20 heures, émission conçue par les mêmes producteurs Jacques Solness et Jacques Antoine, l'émission se déplace dans les villes de France, pour collecter des dons au profit des anciens des communes visitées puis, au bénéfice de l'UNICEF. Dès l'hiver 1976, cette émission est programmée en remplacement provisoire saisonnier des Jeux de 20 heures. 
L'une des premières émissions de France en direct où public et téléspectateurs sont invités à faire des dons, avant le Téléthon et le Sidaction, apparus à partir de 1987.
L'émission est régulièrement rediffusée à la période des fêtes de fin d'année, sur la chaîne Télé Mélody.